# DNCE
DNCE é uma banda de pop, dance rock, pop rock e funk-pop americana. O grupo é formado pelo vocalista Joe Jonas, o baterista Jack Lawless, o baixista e tecladista Cole Whittle e a guitarrista JinJoo Lee. O grupo assinou com a Republic Records, que lançou seu single de estreia, "Cake By The Ocean", em setembro de 2015. A canção alcançou o top 10 em várias paradas, incluindo na Billboard Hot 100 dos EUA, onde alcançou a 9ª posição. Seu primeiro ep, Swaay, foi lançado cerca de um mês depois. Seu primeiro álbum de estúdio autointitulado foi lançado em novembro de 2016. 
Eles também foram nomeados como Novo Artista Favorito para o Kids 'Choice Awards 2016, Melhor Canção no Lip Sync e Melhor Música para o Radio Disney Music Awards 2016. O grupo se apresentou no Fashion Meets Music Festival 2017. Após a reunião dos Jonas Brothers em 2019, o grupo entrou em um hiato por tempo indeterminado.  

## Integrantes
- Joe Jonas: vocais principais - Jonas primeiro ganhou destaque como o líder e frontman dos Jonas Brothers, uma banda pop que teve um sucesso considerável na música, cinema e televisão.
- Jack Lawless: bateria, percussão, backing vocals - Jack Lawless tocou bateria para os Jonas Brothers desde sua Marvelous Party Tour (2007) até sua separação, e novamente de sua reunião de 2019 em diante. Lawless e Jonas eram companheiros de quarto, com Lawless continuando a se apresentar com a banda nas turnês subsequentes. Em 2010, Lawless tornou-se baterista da banda de rock alternativo Ocean Grove; o grupo lançou seu primeiro jogo estendido em 2011.
- Cole Whittle: baixo, teclado, backing vocals - Whittle ganhou fama como o baixista de Semi Precious Weapons. A banda lançou três álbuns de estúdio durante sua execução, com seu lançamento final chegando em 2014. Ele também contribuiu recentemente como compositor, ao lado de Justin Tranter, membro do Semi Precious Weapons.
- JinJoo Lee: guitarra, backing vocals - Lee é da Coreia do Sul e, como Lawless, já fez turnê com artistas como os Jonas Brothers, tocando guitarra. Ela foi membro da banda de turnê de CeeLo Green de 2010 a 2011, e mais tarde trabalhou com JoJo e Charli XCX.

## História
2015 – 2016: SWAAY
Joe Jonas ganhou fama originalmente como membro do trio de rock Jonas Brothers, ao lado de seus irmãos Nick e Kevin Jonas. Lee e Lawless foram, por várias vezes, uma parte da banda de apoio ao vivo dos Jonas Brothers, tocando guitarra e bateria, respectivamente. 

A ideia do DNCE surgiu enquanto Jonas e Lawless moravam juntos, embora o projeto tenha sido suspenso devido às respectivas agendas ocupadas da dupla. Jonas, Lawless e Lee se juntaram oficialmente para formar o DNCE em 2015, com o trabalho em seu primeiro álbum de estúdio começando logo depois. Embora o trabalho no projeto já tivesse começado, o grupo lutou para encontrar um quarto membro para se encaixar na banda. 

"Nós realmente queremos que isso seja como uma festa. Nós queremos que todos sintam como se eles estivessem nesse mundinho que nós criamos para nós mesmos."

— Joe Jonas falando sobre o estilo da banda.
Jonas começou a trabalhar com o compositor Justin Tranter para o primeiro álbum de estúdio do DNCE. Isso fez com que ele e Whittle, o ex-baixista da banda Semi Precious Weapons, se tornassem amigos. Por fim, Whittle foi adicionado como um membro em tempo integral do grupo. O grupo se autodenominou DNCE após o nome de uma música escrita para o álbum, que liricamente falava de estar bêbado demais para soletrar a palavra "dançar". Jonas mais tarde acrescentou que o grupo decidiu o nome, uma vez que descreveu a "imperfeição dos quatro juntos." Lee mais tarde acrescentou que "muito parecido com a grafia da palavra, você não tem que ser um dançarino perfeito para dançar na vida." O grupo começou a realizar shows secretos na cidade de Nova York para ensaiar para sua próxima turnê e apresentações promocionais. A banda abriu uma conta oficial no Instagram em setembro de 2015; Joe posteriormente postou um vídeo teaser em sua conta, marcando a página oficial da DNCE, em 10 de setembro.
O grupo lançou seu single de estreia, "Cake By The Ocean", em 18 de setembro de 2015. Embora começando devagar, a música conseguiu chegar ao top 10 em várias paradas. A canção alcançou a 9ª posição na Billboard Hot 100 e a 7ª posição na Canadian Hot 100. O clipe da música teve como parte da direção a modelo Gigi Hadid. Em 23 de outubro de 2015, para sua estreia, lançaram o EP Swaay. O álbum de quatro faixas, sendo elas "Cake By The Ocean", "Pay My Rent", o hit "Toothbrush" e "Jinx" (que está fora das plataformas digitais), recebeu uma crítica favorável da Entertainment Weekly, que escreveu que o EP "divide a diferença entre o power pop da ex-banda [de Joe] e os estilos pop electro-kissed de seu álbum solo." A banda embarcou em um turnê de quatorze shows em novembro de 2015, chamada de "A maior turnê de todos os tempos" (em inglês "The Greatest Tour Ever"). Todas as quatorze datas programadas para a turnê esgotaram. A turnê recebeu elogios da crítica e contou com canções inéditas, bem como covers de clássicos mais antigos.

2016 – presente: DNCE, Kissing Strangers, DANCE, People to People e hiato.
DNCE lançou seu primeiro álbum de estúdio autointitulado em 18 de novembro de 2016. Em abril de 2017, a banda colaborou com Nicki Minaj em seu single, "Kissing Strangers".
Para começar 2018, o grupo lançou o single "DANCE" em 26 de janeiro. Tocaram a canção no programa The Ellen Show, apresentado por Ellen DeGeneres. Em 15 de junho, DNCE lançou um EP de 4 músicas, People To People, que continha as músicas "TV in the Morning", "Still Good", "Lose My Cool" e "Man On Fire".
Com Jonas e Lawless tendo retomado o trabalho com os Jonas Brothers, o DNCE está atualmente em um hiato, em favor da reunião dos Jonas Brothers em 2019. Os Jonas Brothers incorporaram "Cake By The Ocean" em seu show ao vivo.

## Participações
Em 31 de janeiro de 2016, o DNCE fez uma participação especial durante o especial de televisão da Fox, Grease: Live; uma produção ao vivo do musical da Broadway Grease. A banda se apresentou como Johnny Casino e The Gamblers durante uma cena de dança no colégio, que incorporou uma versão inspirada na década de 1950 de "Cake By The Ocean" e um cover de "Maybe (Baby)" dos Crickets, ao lado da canção de Grease "Born to Hand Jive". Em uma entrevista à Rolling Stone, Jonas explicou que DNCE foi abordado pelos produtores do especial após um show em Nova York, e que ele sempre foi um fã de Grease.
Em fevereiro de 2016, a banda se juntou a Selena Gomez como banda de abertura de sua turnê Revival. Em 22 de abril de 2016, a banda apareceu no The Graham Norton Show da BBC One, apresentando seu single de estreia.
Em outubro de 2016, a banda lançou um cover da música "What's Love Got To Do With It" de Tina Turner, presente no albúm "The Time Is Now!" repleto de covers de diversos artistas de diferentes clássicos musicais. Em 2017, participaram de uma versão alternativa da música "Da Ya Think I'm Sexy" de Rod Stewart, que foi tocada no show de abertura que a banda fez para Bruno Mars, em São Paulo. Ainda em 2017, tiveram a música "Forever", co-escrita por Cole Whittle, como parte da trilha sonora do filme "LEGO Batman: O Filme". Em 16 de agosto de 2017, DNCE e a cantora galesa Bonnie Tyler executaram a versão longa de seu hit no topo das paradas de 1983 "Total Eclipse Of The Heart" a bordo do navio Oasis of the Seas durante o eclipse solar total. Em 2018, se juntaram aos DJs Merk & Kremont para a música "Hands Up".

## Indícios e futuro
Joe e seus irmãos anunciaram publicamente que os projetos paralelos aos Jonas Brothers continuam ativos e os mesmos têm total liberdade de dar continuidade a esses, tanto o Joe com a DNCE e Nick com sua carreira solo.
Com o lançamento de "Spaceman", o novo álbum de Nick Jonas, paralelo aos Jonas Brothers, os fãs especulam uma possível volta da banda, afinal seria um ótimo momento para Joe se reunir com Lee, Whittle e Lawless aproveitando a onda do irmão mais novo. Joe atualmente anunciou em suas redes sociais que se associou a sub-divisão da Republic Records, recém "Let's Get It Records" dando indícios que está possivelmente trabalhando com a gravadora. Também celebrou a meta de 2 bilhões de streamings a Cake By The Ocean na plataforma Spotify.

## Discografia
Artigo em ingles: Discografia DNCE

### Álbuns
- DNCE - 2016

### Extended plays (EPs)
- SWAAY - 2015
- People to people - 2018

### Singles
- Cake By The Ocean
- Pay My Rent
- Toothbrush
- Body Moves
- Kissing Strangers ft. Nicki Minaj

## Tours
- DNCE
  - The Greatest Tour Ever Tour (2015-2016)
  - DNCE in Concert (2017)
  - DNCE GOGO SAIKO Japan Tour (2017)
- Shows de abertura
  - Revival Tour (Selena Gomez) (2016)
  - 24K Magic World Tour (Bruno Mars) (2017-2018)